# Marcus Cornelius Maluginensis (consul en -436)
Pour les articles homonymes, voir Cornelius Maluginensis.
Marcus Cornelius Maluginensis est un homme politique de la République romaine, consul en 436 av. J.-C.

## Famille
Il est membre des Cornelii Maluginenses, branche de la gens patricienne des Cornelii. Il est le fils d'un Marcus Cornelius Maluginensis. Son nom complet est Marcus Cornelius M.f. L.n. Maluginensis. Il pourrait être le fils de Marcus Cornelius Maluginensis, décemvir en 450 av. J.-C.

## Biographie
Maluginensis atteint le consulat en 436 av. J.-C. avec Lucius Papirius Crassus pour collègue. Les opérations extérieures contre les Véiens et les Falisques sont abandonnées à cause de l'apparition d'une épidémie de peste à Rome. La progression inquiétante de la maladie pousse le peuple à faire des prières publiques sous la direction des duumvirs.
Le tribun de la plèbe Spurius Maelius provoque quelques troubles lorsqu'il s'attaque à Caius Servilius Ahala et Lucius Minucius Esquilinus Augurinus, accusant le premier d'avoir porté de fausses accusations à l'égard du chevalier Spurius Maelius et le deuxième de l'avoir exécuté sans procès. Mais le nom de Spurius Maelius n'étant plus populaire et les inquiétudes du peuple étant davantage tournées vers l'épidémie de peste, les actions du tribun restent sans conséquences.